# Телешов, Игорь Константинович
И́горь Константи́нович Те́лешов (1862 — 13 августа 1930) — русский генерал-майор, герой Первой мировой войны.

## Биография
Православный.
Окончил Санкт-Петербургскую военную гимназию (1880) и Михайловское артиллерийское училище (1883), откуда был выпущен подпоручиком в 26-ю артиллерийскую бригаду.
Чины: поручик (1886), штабс-капитан (1892), поручик гвардии (1892), штабс-капитан (1895), капитан (1898), подполковник армии (1898), полковник (за отличие, 1906), генерал-майор (за отличие, 1913).
Окончил Николаевскую академию Генерального штаба по 2-му разряду.
Был помощником инспектора классов Николаевского кавалерийского училища (1899—1901), командиром 5-й батареи 37-й артиллерийской бригады (1901—1903).
В 1903—1908 годах командовал 3-й батареей 3-й артиллерийской бригады, с которой участвовал в русско-японской войне и был награждён орденами Святой Анны 2-й степени с мечами и Святого Владимира 4-й степени с мечами. Затем командовал 2-м дивизионом 3-й артиллерийской бригады (1908—1911). В 1911—1914 годах был начальником отделения ГАУ.
23 января 1914 года назначен командиром 31-й артиллерийской бригады, с которой вступил в Первую мировую войну. Пожалован Георгиевским оружием
За то, что в боях 13, 14 и 17 августа 1914 года управлял огнем своей бригады, имея против себя сильнейшую артиллерию противника, и неоднократно подвергал свою жизнь опасности, результатом чего было не только вынужденное молчание артиллерии противника, но и полный разгром некоторых его батарей, что позволило продвинуться нашей пехоте и удачно атаковать противника.
За успешные действия под Перемышлем был представлен к ордену Святого Георгия 4-й степени. 29 февраля 1916 года был назначен и.д. инспектора артиллерии 3-го Сибирского армейского корпуса, а 6 ноября 1916 — переведён на ту же должность в 10-й армейский корпус.
В 1918 году служил в армии Украинской державы, с 30 сентября 1918 командовал 14-й лёгкой артиллерийской бригадой. Затем участвовал в Белом движении. С 5 июля 1919 года состоял в резерве чинов при штабе Главнокомандующего ВСЮР, а 28 ноября того же года был назначен командиром 13-й артиллерийской бригады. В Русской армии барона Врангеля служил в Севастопольской крепостной артиллерии вплоть до эвакуации Крыма.
В эмиграции в Югославии. Умер в 1930 году в Земуне. Был женат, имел двоих детей.

## Награды
- Орден Святого Станислава 3-й ст. (1894)
- Орден Святой Анны 3-й ст. (1898)
- Орден Святого Станислава 2-й ст. (ВП 15.06.1901)
- Орден Святой Анны 2-й ст. с мечами (ВП 11.08.1905)
- Орден Святого Владимира 4-й ст. с мечами (ВП 23.04.1906)
- Орден Святого Владимира 3-й ст. (ВП 31.01.1910)
- Орден Святого Станислава 1-й ст. (ВП 6.12.1913)
- Орден Святой Анны 1-й ст. с мечами (ВП 28.01.1915)
- Георгиевское оружие (ВП 9.03.1915)
- мечи к ордену Св. Станислава 1-й ст. (ВП 23.10.1915)
- Орден Святого Владимира 2-й ст. с мечами (ВП 6.12.1915)